# Jim King
Pour les articles homonymes, voir James King et King.
James King est un saxophoniste, harmoniciste et chanteur de rock britannique né le 5 mai 1942 à Kettering, Northamptonshire (Angleterre) et mort le 6 février 2012 à Middlewich. Il est plus connu sous le nom de Jim King.

## Biographie
Jim King est l'un des membres originaux du groupe anglais Family. Il joue du saxophone et de l'harmonica, et chante parfois sur les deux premiers albums du groupe Music in a Doll's House puis Family Entertainment. King est le chanteur principal de Observations From a Hill du deuxième album. 

### Les débuts
King participe au groupe de blues-rock The Farinas, formé à Leicester (Angleterre) en 1962, qui comprenait aussi le guitariste John "Charlie" Whitney. Il était à l'époque le chanteur du groupe jusqu'à ce que Roger Chapman se joigne à eux en 1966, au moment où le groupe commence à se produire sous le nom de The Roaring Sixties.

### Family
The Roaring Sixties deviennent Family, et l'influence de King sur les deux premiers albums du groupe est indéniable avec ses improvisations au saxophone et à l'harmonica. Il remplissait au sein de Family ce que faisait à la même époque Chris Wood avec Traffic.
Un groupe de bues-rock américain, The J. Geils Band, adopte à cette époque la même idée d'un musicien saxophone/harmonica permanent en employant Richard "Magic Dick" Salwitz.

### Épilogue
King, sous l'emprise de la drogue est contraint de quitter le groupe en 1969.

## Référence
- (en) Cet article est partiellement ou en totalité issu de l’article de Wikipédia en anglais intitulé « Jim King (saxophonist) » (voir la liste des auteurs).

1. ↑  (en) « Jim King », sur familybandstand.com, 4 avril 2009 (consulté le 3 septembre 2020).